# Joukamojärvi
Joukamojärvi är en sjö i Finland. Den ligger i kommunen Kuusamo i landskapet Norra Österbotten, i den nordöstra delen av landet, 700 km norr om huvudstaden Helsingfors. Joukamojärvi ligger 252,2 meter över havet. Den är 15,53 meter djup. Arean är 24,49 kvadratkilometer och strandlinjen är 131,44 kilometer lång. Sjön  ingår i Kems huvudavrinningsområde. 